# هوش مشتری
هوش مشتری (به انگلیسی: Customer intelligence CI) یک فرایند جمع‌آوری و آنالیز اطلاعات با توجه به مشتری است؛ که شامل جزئیات و فعالیت آن‌ها می‌شود، این کار برای تأثیر گذاری بیشتر بر روی مشتریان و بهبود استراتژی‌های بازاریابی بر روی مشتریان انجام می‌گیرد.

## هوش مشتری و مدیریت ارتباط با مشتری CI و CRM
هوش مشتری جزء ترکیبی از مدیریت ارتباط با مشتری (CRM customer relationship management) است، و وقتی این شیوه پیاده‌سازی شود باعث به وجود آمدن منبع غنی ای از بینش رفتار مشتریان شده و تجربه مشتری مداری شرکت‌ها را افزایش می‌دهد. به عنوان یک مثال، بعضی از مشتریان وارد فروشگاه می‌شوند و بدون اینکه چیزی بخرند از آن جا خارج می‌شوند. اطلاعات در مورد این مشتریان/چشم‌انداز (یا بازدید) آن‌ها ممکن است در سیستم سنتی CRM وجود نداشته باشد. اگرچه هیچ مبادله مالی صورت نگرفته، دانستن اینکه چرا یک مشتری فروشگاه را ترک کرده (شاید با پرسیدن سؤال از آن‌ها، یا کارمندان فروشگاه، انجام نظر سنجی) و استفاده از اطلاعات دربارهٔ رفتار مشتریان، یک مثال از CI است.

## مراحل
هوش مشتری با استفاده از داده‌های مرجع شروع می‌شود. مثلاً شامل مفاهیم کلیدی مانند موقعیت جغرافیایی مشتری است.
این اطلاعات تکمیل کننده اطلاعات تراکنشی است، که از فعالیت مشتریان بدست می‌آید. این اطلاعات می‌تواند اطلاعات تجاری (برای مثال تاریخچه پرداخت و مراحل سفارش) باشد که از اطلاعات تماس خدمات با ابزارهایی مانند تلفن و ایمیل بدست می‌آید.
در نهایت، یک شرکت می‌تواند بینش رقبای خود و کیفیت خدمات را برای معیار ارزیابی شرکت خود در بازاریابی بکار ببرد.
با داده کاوی این اطلاعات، و قرار دادن آن در کنار اطلاعات دربارهٔ رقیبانتان، شرایط صنعت، و سایر موارد دربارهٔ اینکه در آینده مشتریانتان به چه چیزی نیاز دارند، چگونه تصمیم گیری می‌کنند، و پیش بینی دربارهٔ اینکه در آینده چه رفتاری از خودشان نشان خواهند داد. می‌تواند به شما کمک کند.

## مثال از منابع اطلاعاتی CI
تجزیه و تحلیل گفتار - دنبال کردن مکالمه بین شرکت و مشتری، استفاده از تبدیل گفتار به نوشتار یا speech to text برای پیدا کردن عبارات، و طبقه‌بندی و پیدا کردن علایق افراد.
دنبال کردن کلیک – مانیتور کردن و سنجیدن اینکه کدام صفحات وب سایت شرکت دارای محبوبیت بیشتری است. این اطلاعات به ما سرنخ محصولات مورد علاقه و توجه به محصول خاصی را به ما می‌دهد. برای مثال، مشتری اگر زمان زیادی را در یک صفحه خاص در سایت که مربوط به یک نوع محصول است بگذراند ما می‌توانیم متوجه شویم به چه چیزی علاقه بیشتری دارد نشان می‌دهد.
مدیریت ارتباط با مشتری - نرم‌افزارهایی که برای Salesforce.com استفاده می‌شود، و مدیریت ارتباط با مشتری که می‌تواند محصولات را بر اساس کیفیت، نوع و دسته برای ارتباط در آینده با مشتری ذخیره نماید.

## مزایا
هوش مشتری جزئیات فهم اینکه مشتری چگونه با یک شرکت تعامل دارد را فراهم می‌کند؛ و امکان می‌دهد تا رفتارهای یک مشتری را متوجه شد.
این دانش باعث بهبود تصمیم‌گیری و استراتژی‌های موثرتر روی مشتری می‌شود.